# 캐러밴서라이

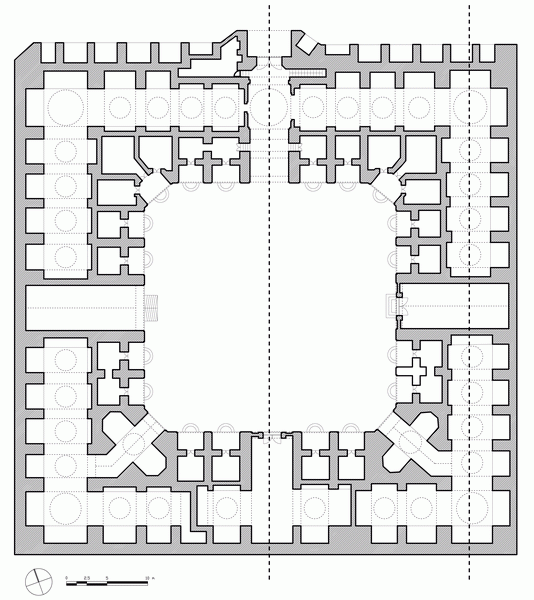
사파비 왕조 시대 캐러밴서라이 평면도

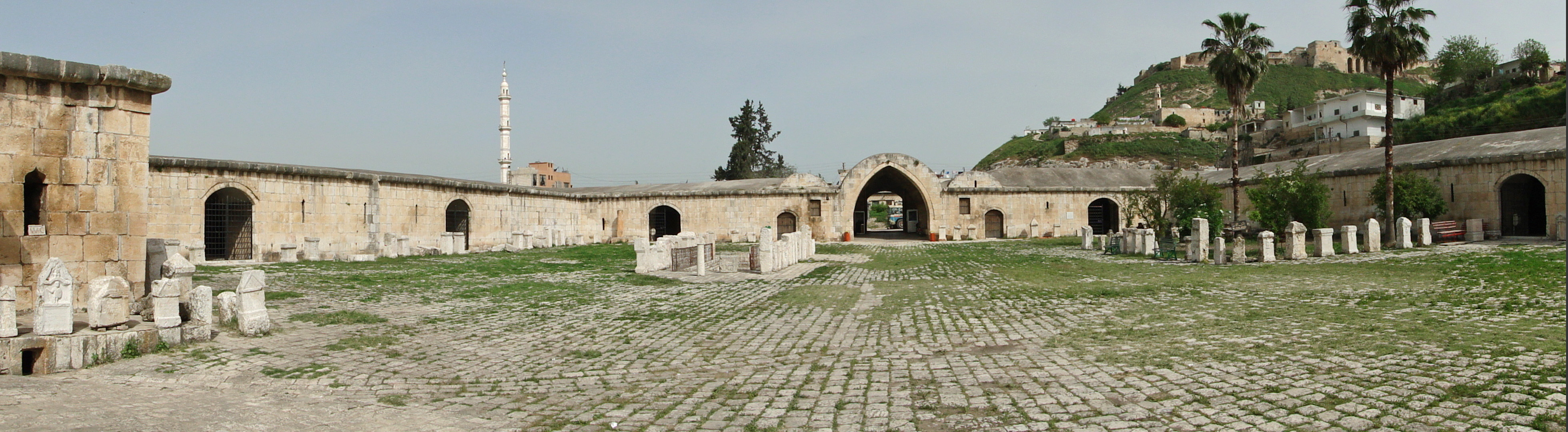
시리아 카라델무디크 캐러밴서라이

캐러밴서라이(페르시아어: كاروانسرا kārvānsarā, 튀르키예어: kervansaray, 영어: caravanserai, khan, caravansary, caravansera, caravansara)는 여행자들이 쉴 수 있도록 길가에 만든 집을 뜻하는 말이다. 아시아, 북아프리카, 남동 유럽이나 특히 비단길로 교역을 위해 사막을 다니는 대상들이 안전한 숙소에서 서로 정보를 나누는 장소로 쓰였다.
사르디스에서 수사에 이르는 2,500km길이에 걸친 페르시아 아케메네스 왕조의 페르시아 왕도를 따라 발견된다.

## 건축
캐러밴서라이는 보통 바깥을 벽으로 만들고 사각형으로 지었다. 입구는 짐을 가득 실은 낙타도 쉽게 들락거릴 수 있도록 넓게 되었다. 지붕이 없는 중앙 정원을 둘러싸고 칸막이된 마굿간과 방들을 만들어 상인과 동료, 동물들이 짐과 함께 머물기에 좋도록 되어있다.
사람과 동물이 씻기도 하고, 상점에서 물이나 동물 먹이를 보충하기도 하고 중요 물품을 맡아두는 일도 했다.

## 어원
페르시아어 카라반사라는 카르반 (대상)에 사라 (마당을 둘러싼 집이 있는 곳)를 합치고, 어미 이를 붙인 복합어다. 카르반(캐러밴)이란 장거리를 함께 여행하는 무역상, 유랑자, 여행객 등을 뜻하는 말이며, 캐러밴서라이는 영어판 위키낱말 사전에 khan(페르시아어: خان), 튀르키예어로 han , 아랍어 (아랍어: فندق) 푸두쿠 (그리스어 판도케이온 -여관에서 유래), 베니스에서 푼다코 등으로 알려져 있다.

## 같이 보기
- 비단길
- 대상
- 주막
- 여관

## 갤러리

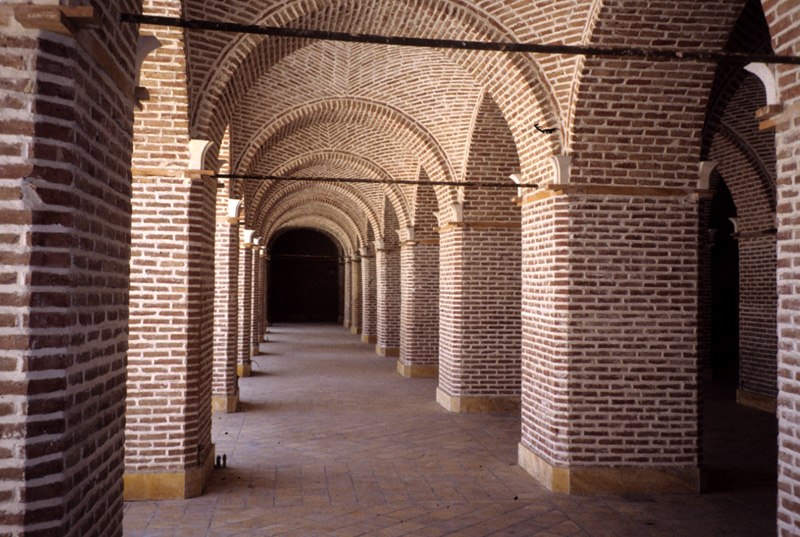
이란 카즈빈에 있는 사달살테네 캐러밴서라이 내부
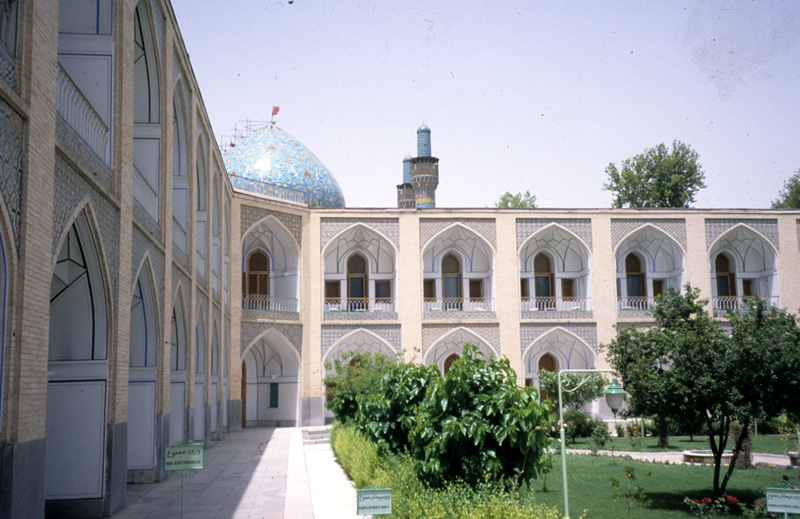
이란 이스파한에 있는 사아바스 캐러밴서라이 - 지금은 호텔로 쓰고 있다 - 정원에서 본 모습
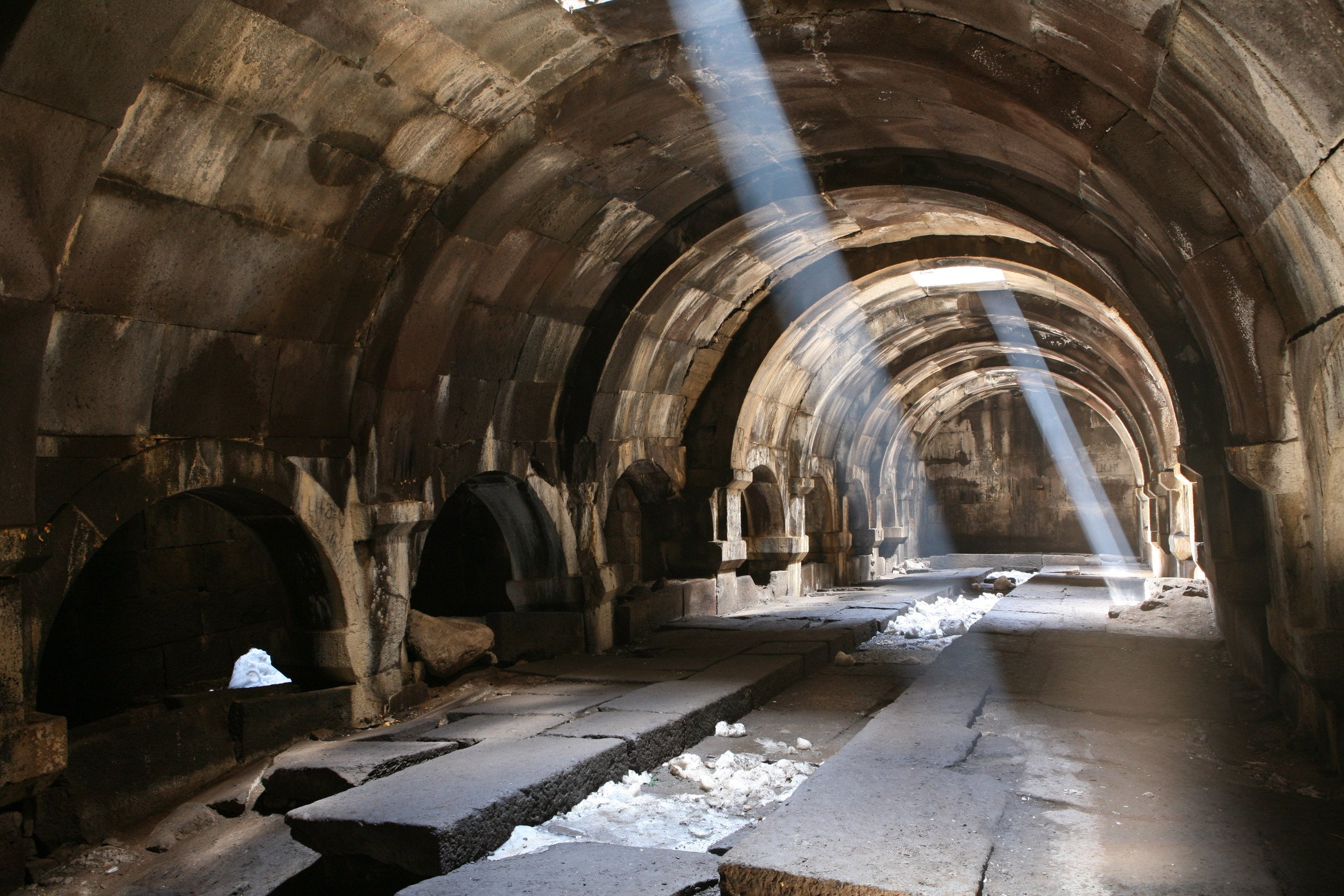
아르메니아 세림 캐러밴서라이 내부
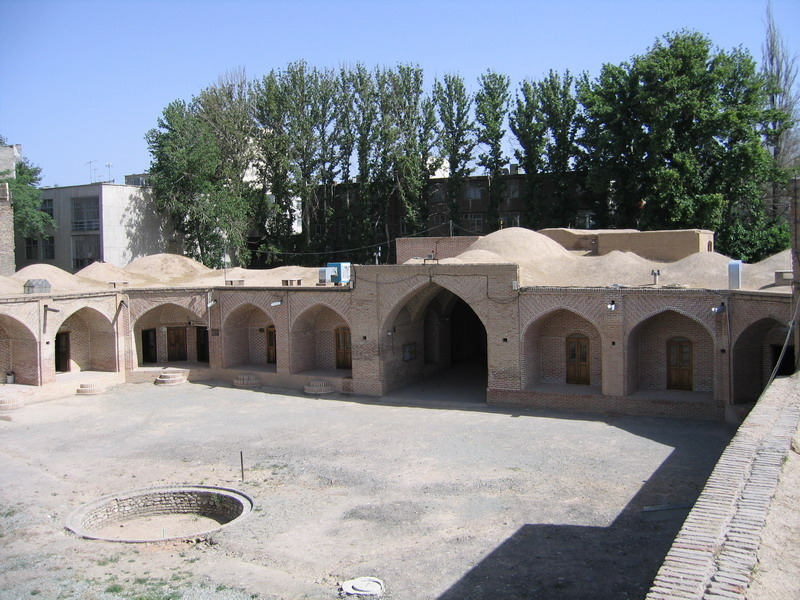
이란 사파비드 왕조때 만들어진 카라지에 있는 캐러밴서라이
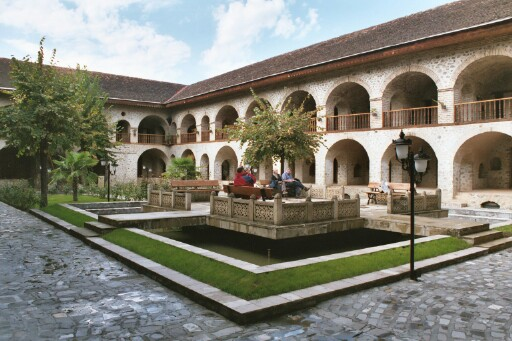
아제르바이잔 사키에 있는 캐러밴서라이
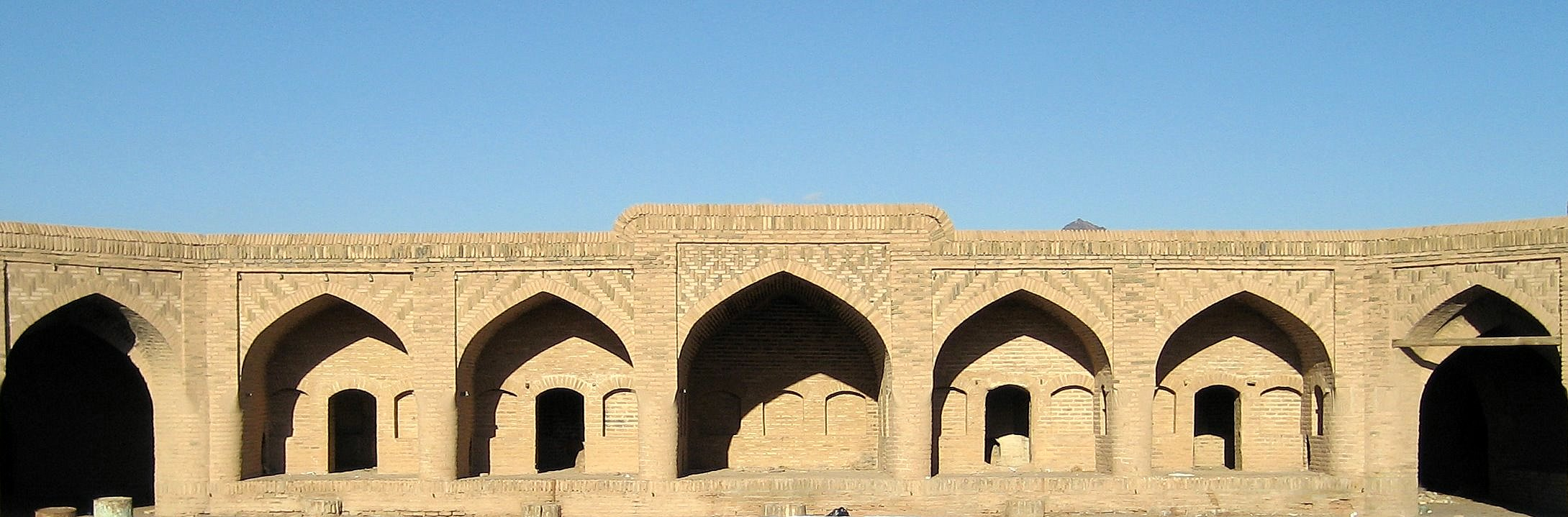
이란 네예스타낙에 있는 버려진 캐러밴서라이
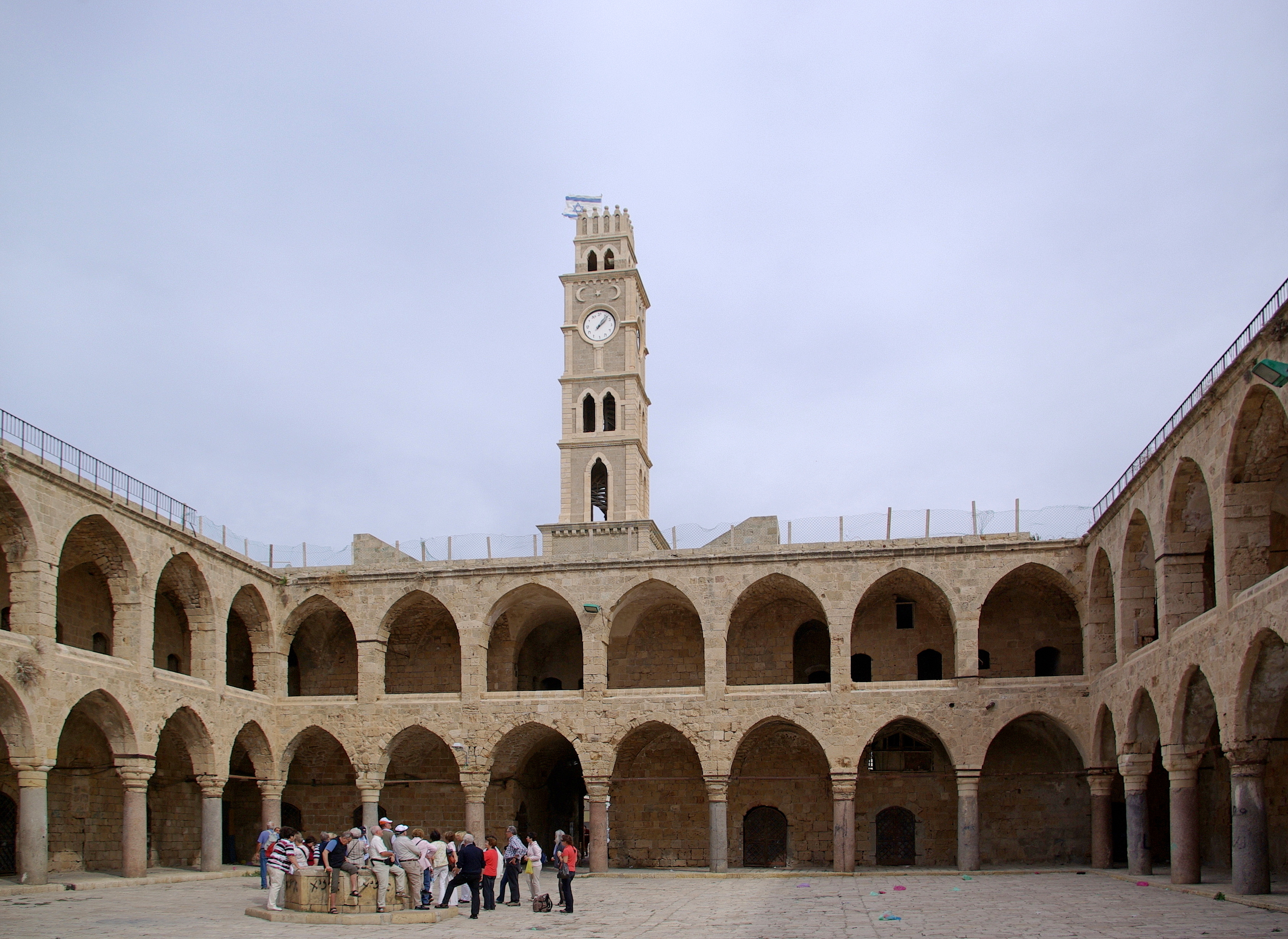
이스라엘 에이크에 있는 칸 알둠단
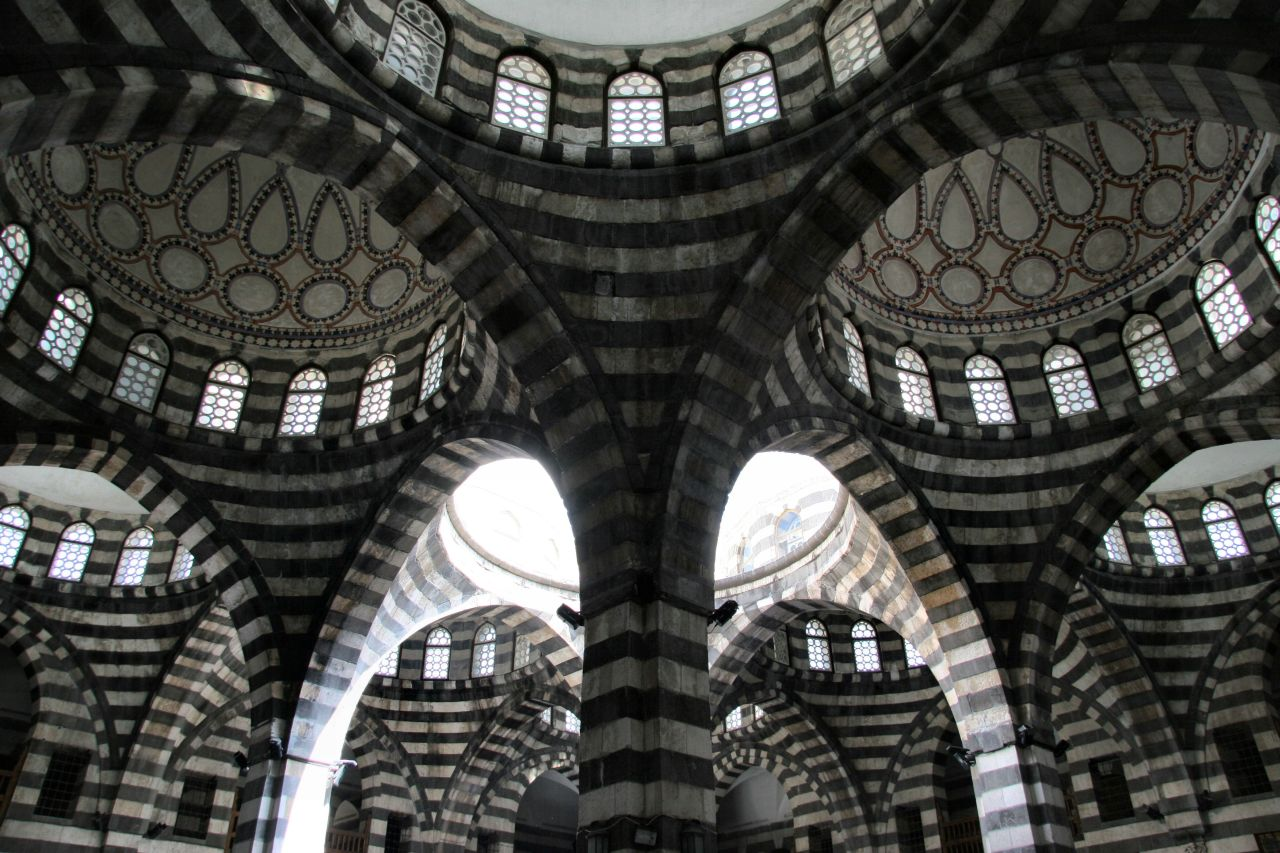
시리아 다마스커스에 있는 칸아사드파사
터키 악사라이 근처 캐러밴서라이 입구터키 악사라이 근처 캐러밴서라이 입구
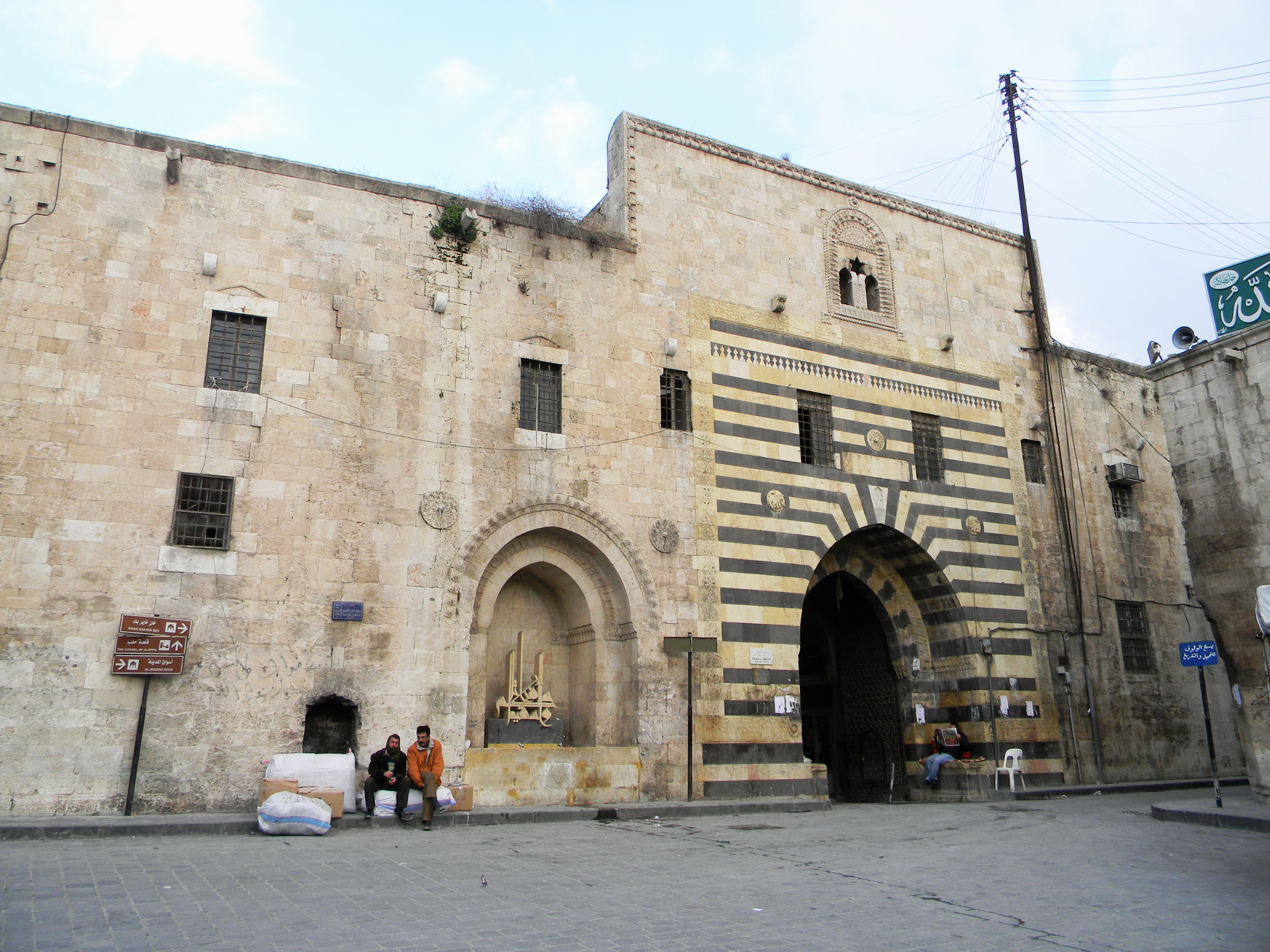
시리아 알레포에 있는 칸알와지르